# Flis (rzeka)

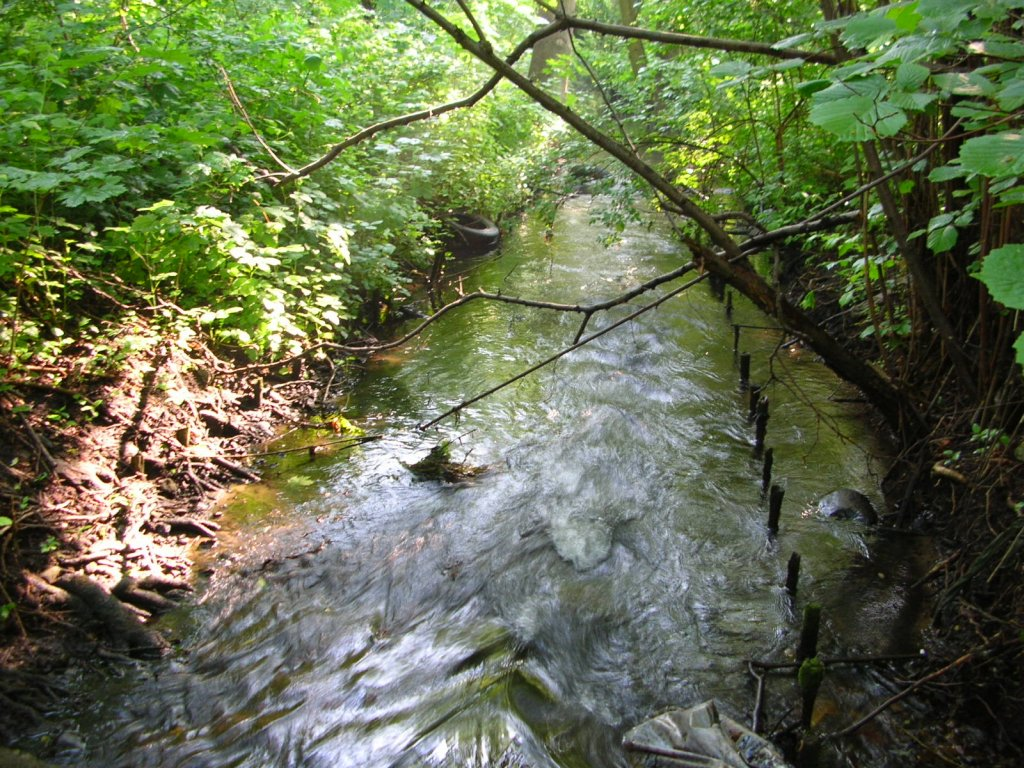
Flis w pobliżu ujścia do Brdy

Flis Północny – prawy dopływ Brdy, o powierzchni zlewni 88,6 km². Od strugi wzięło nazwę osiedle Flisy w Bydgoszczy.

## Nazwa
Nazwa strugi pochodzi od niemieckiego słowa Fließ, oznaczającego strumień. Pierwotna, polska nazwa, która zanikła w XIX wieku to Krępa. W okresie zaboru pruskiego nazwa brzmiała „Prondyfließ”, od nieistniejącej już osady Prądy-Młyn (Prondy-Mühle).

## Charakterystyka
Źródła Flisu położone są na wysokości około 97 m n.p.m. w południowo-wschodniej części Pojezierza Pomorskiego w okolicy miejscowości Osówiec. W przeszłości źródła znajdowały się na bagnach między Wojnowem a Szczutkami i Mochlem. Ciek odwadnia północno-zachodnie dzielnice Bydgoszczy. 
W górnym odcinku struga jest skanalizowana, dopiero w granicach osiedla Flisy płynie w słabo zaznaczającej się dolince. W tym rejonie potok ma 0,65-0,7 m głębokości i ok. 1 m szerokości. Na wschód od ulicy Siedleckiej ciek przeprowadzony jest syfonem pod Kanałem Bydgoskim, zbudowanym w celu zapewnienia zasilania w wodę młyna na Czyżkówku. Dla zapewnienia odpowiedniego spadu wody, przed wlotem syfonu znajduje się zastawka piętrząca. Ujście cieku zlokalizowane jest na prawym brzegu rzeki Brdy, poniżej połączenia z Kanałem Bydgoskim.
Analiza map topograficznych i geologicznych wskazuje, że przed wybudowaniem Kanału Bydgoskiego struga Flis spływała z terasy pradolinnej, przyjmując wody Strugi Kruszyńskiej, Strugi Prądzyńskiej i Strugi Młyńskiej, po czym w dnie pradoliny kierowała się w stronę Brdy.
Średni spadek Flisa wynosi 4‰. W górnym odcinku cieku jest większy i sięga 6‰, w środkowej części maleje do niespełna 2‰, a w odcinku ujściowym osiąga 4,5‰. 
Średni przepływ Flisa wynosi 244 l/s, minimalny 40 l/s. Ciek wykazuje przekroczenie norm sanitarnych określonych dla wód powierzchniowych.

## Fauna
Ryby zanotowane we Flisie to: pstrąg potokowy (dorasta w nim nawet do 35 cm, co jest wynikiem zaskakującym w małej rzeczce nizinnej, osobniki wyłowione z niego wykorzystano do zarybienia rzeki Brdy na terenie Borów Tucholskich), ciernik, strzebla potokowa, głowacz pręgopłetwy, minóg strumieniowy.

## Galeria

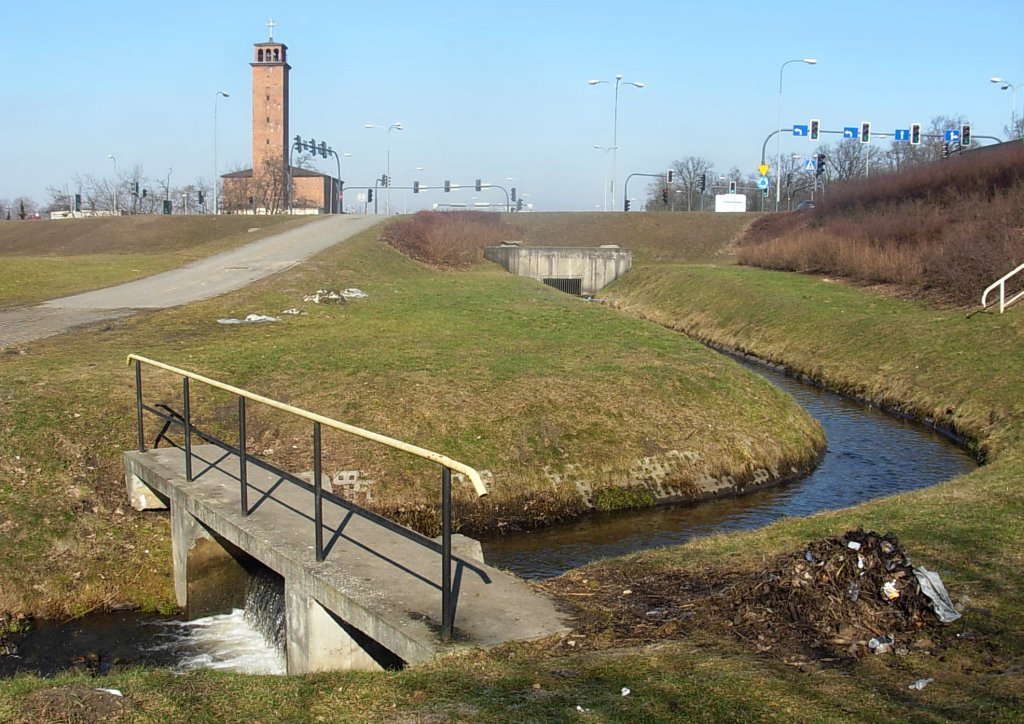
Flis na Czyżkówku
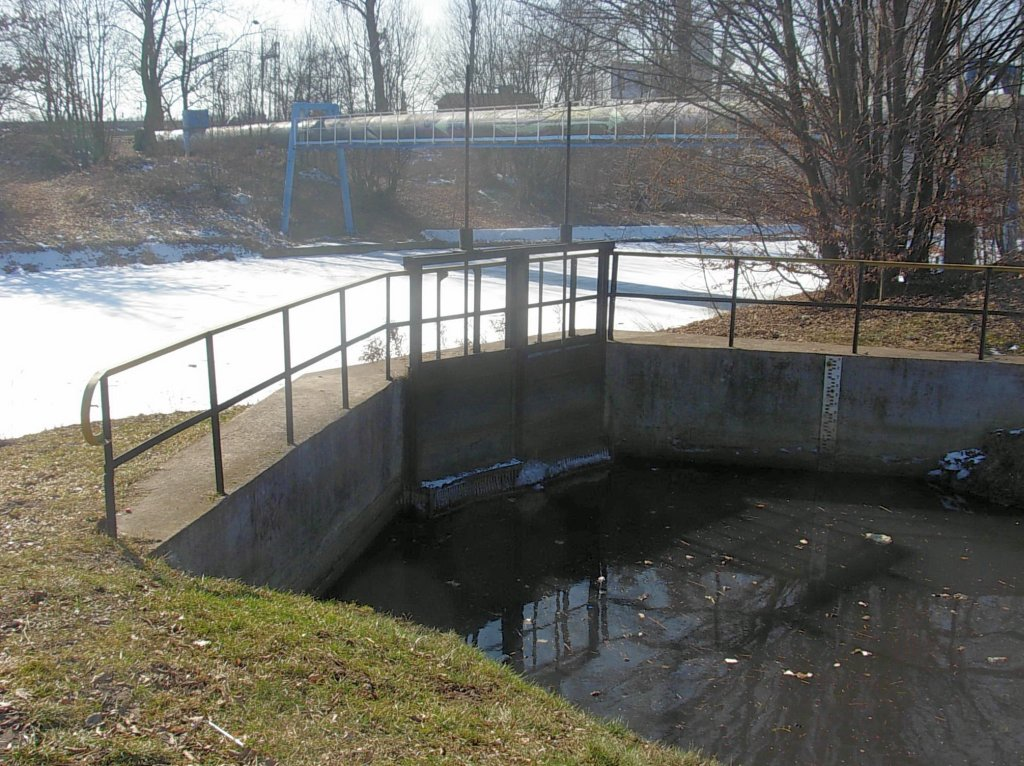
Syfon pod Kanałem Bydgoskim
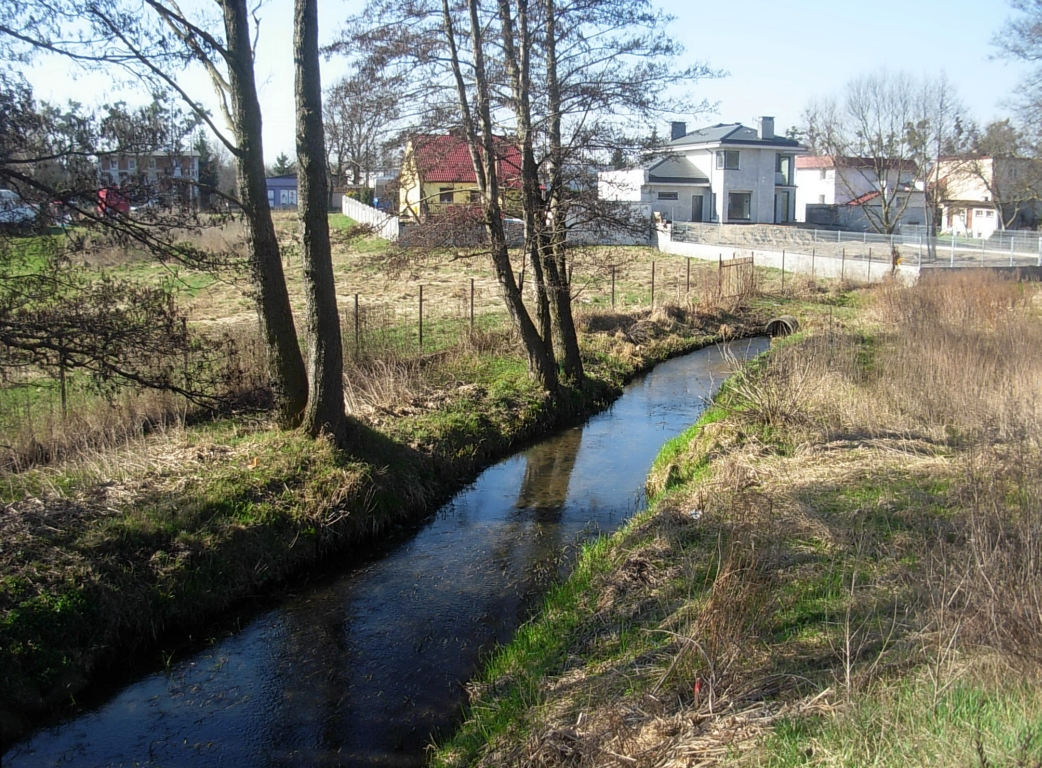
Na osiedlu Flisy
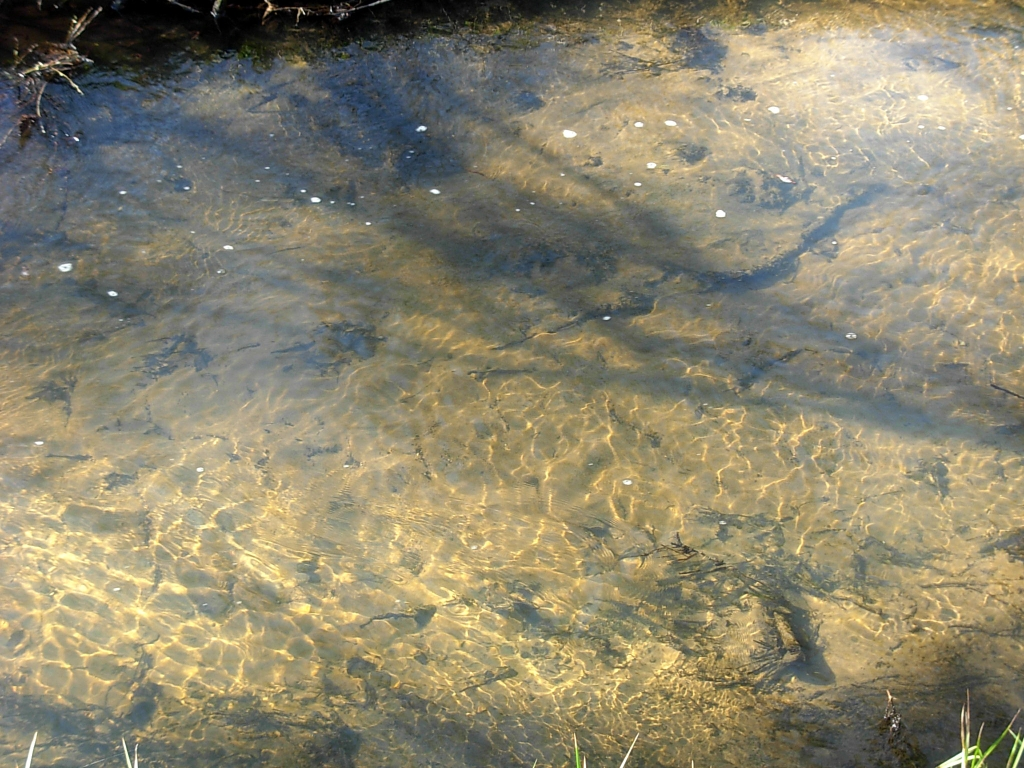
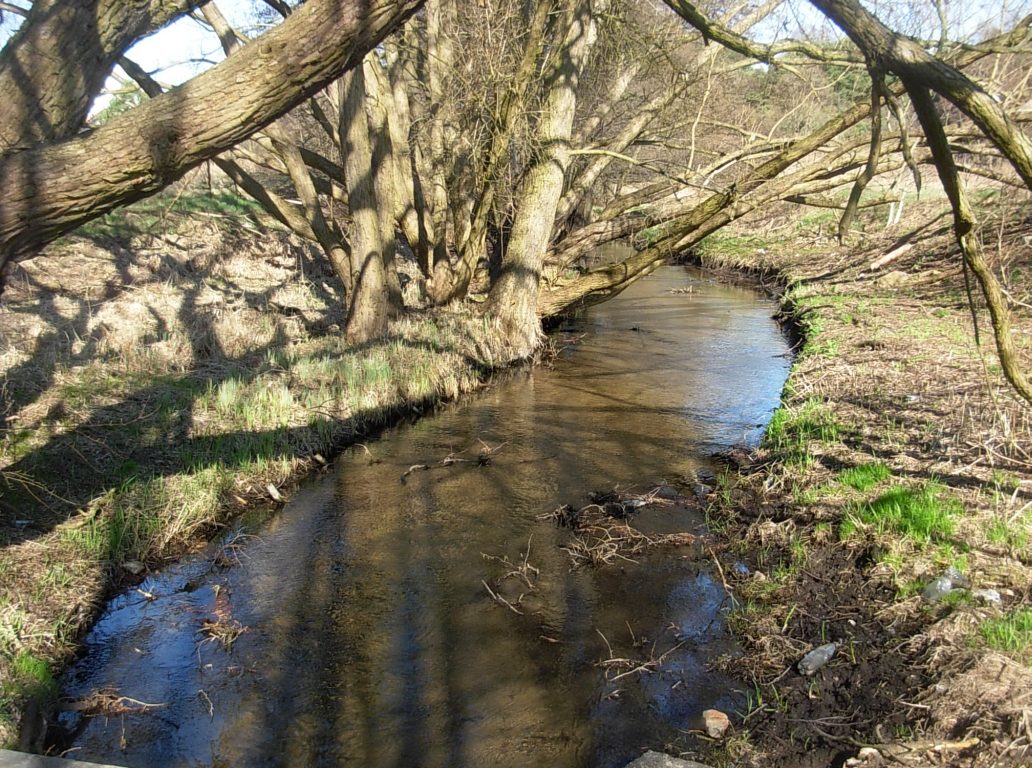
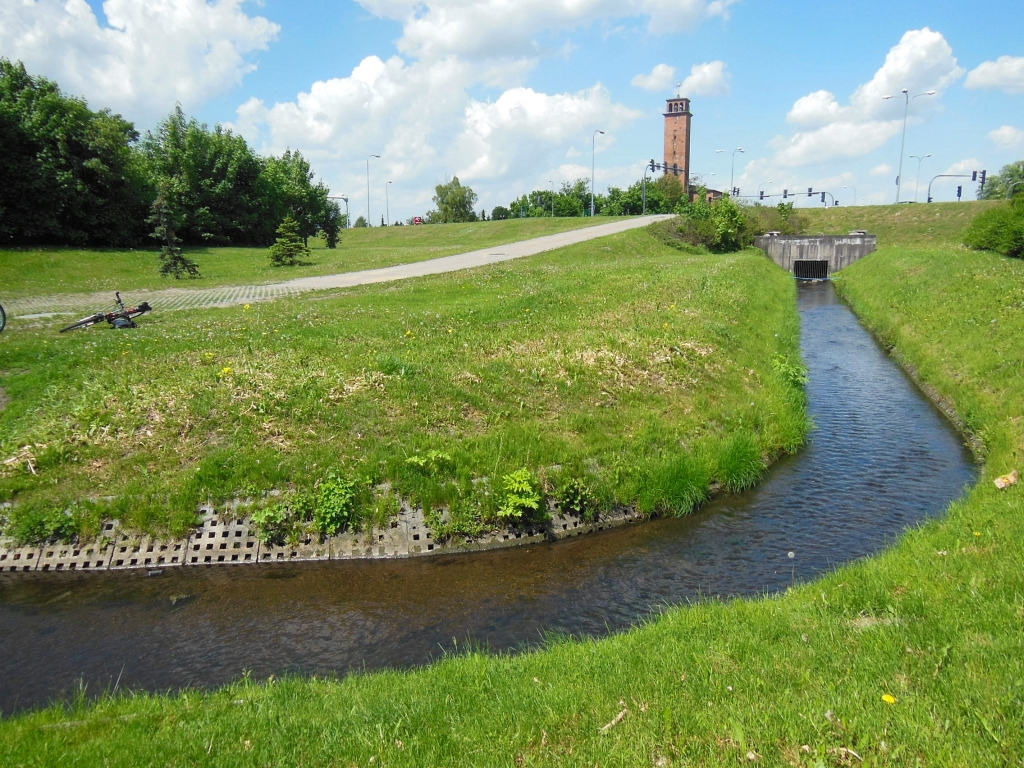
Wiosną